# Bambolinetta lignitifila
La bambolinetta (Bambolinetta lignitifila) è un uccello estinto, appartenente agli anseriformi. Visse nel Miocene superiore (8,5 milioni di anni fa) e i suoi resti fossili sono stati ritrovati in Italia.

## Descrizione
Questo animale doveva avere un aspetto bizzarro: le ossa delle ali erano insolitamente robuste, molto più grosse rispetto a quelle delle forme attuali. Ulna e radio, tuttavia, sembrerebbero essere state molto corte. La forma del corpo di Bambolinetta doveva essere quindi molto diversa da quella degli anseriformi attuali, e forse richiamava quella di altri uccelli dalle potenti "ali" utilizzate per "volare" sott'acqua, come i plotopteridi o i pinguini.

## Classificazione
I fossili di questo animale vennero descritti inizialmente come Anas lignitifila da Portis, nel 1884; i resti provenivano dalle ligniti di Montebamboli, in Toscana. Un successivo riesame dei resti ha portato alla conclusione che questo animale non apparteneva al genere attuale Anas e non era nemmeno strettamente imparentato con esso; piuttosto, questo anseriforme altamente insolito apparterrebbe sì alla sottofamiglia Anatinae, ma sarebbe esterno al clade composto da Anatini, Mergini e Aythyini (Mayr e Pavia, 2014).

## Paleobiologia
La zona di Montebamboli, nel Miocene superiore, era parte di un'isola nota come Tosco-Sarda; è quindi probabile che Bambolinetta fosse una specie insulare con ridotte capacità di volo e specializzata per la vita acquatica. È possibile che si spingesse con le potenti ali corte ma eccezionalmente robuste.